# Врховни канцелар
Врховни канцелар (обично само канцелар) је титула шефа државе Галактичке републике у измишљеном универзуму Звезданих ратова.

## Избори и овлашћења
Чланови Галактичког сената бирају канцелара из сопствених редова и он не може да служи више од два четворогодишња мандата. Приликом било каквог ванредног стања, сенат може да додели канцелару ванредна овлашћења. Канцелар може бити смењен путем гласања о неповерењу у било ком тренутку. Канцелар такође служи као председник сената, а и Савет Џедаја је номинално под влашћу канцелара. Виши помоћник за администрацију, као и неколико обичних административних помоћника раде заједно са канцеларом у оквиру кабинета врховног канцелара.
Током последњих година Републике овај положај није доносио скоро никакву моћ, налик на председавајућег скупштине у доњем дому парламента Уједињеног Краљевства. Бити канцелар је ипак и даље била веома престижна позиција и канцелари су задржали титулу „екселенција“ као и велику канцеларију.

## Палпатинов успон на место канцелара
Канцелар Финис Валорум, виђен у Фантомској претњи, председавао је током спора између Набуа и Трговачке Федерације. Он је смењен када је краљица Амидала, на наговор сенатора Палпатина, покренула гласање о неповерењу. За наследника је изабран Палпатин.
Недуго након што је постао канцелар, Палпатин је био суочен са претњом која је долазила од Конфедерације Независних Система илити Сепаратиста. Сенат му је ради обрачунавања са сепаратистичком претњом доделио ванредна овлашћења која је Палпатин обећао да ће вратити након што криза прође. Он је користио ова овлашћења да остане на власти много дуже него што устав дозвољава, чиме је себе практично претворио у диктатора. Упркос постепеном ограничавању слободе, број оних који су се противили Палпатину је био мали, због сенке могућег напада генерала Гривуса.
При крају Ратова клонова појавили су се докази да је Палпатин заправо Дарт Сидијус, мрачни господар Сита. Џедаји су покушали да га ухапсе, али нису успели. Користећи тобожњу претњу Џедајског државног удара, Палпатин се прогласио за императора и тако укинуо институцију канцелара као и саму Републику.

## Галактичка империја
Положај канцелара је укинут за време постојања Галактичке империје. Палпатин је уместо тога створио положај великог везира који је надгледао свакодневно управљање Империјом и председавао над Империјалним сенатом. Како је император давао све више овлашћења регионалним гувернерима, сенат је на крају укинут, чиме су нестале и преостале титуле из времена Галактичке републике.

## Нова република
Нова република/Галактичка Федерација Слободних Алијанси није оживела титулу „врховни канцелар“, већ је уместо ње користила термин „шеф државе“ који је означавао председника сената као шефа државе и владе.
Положај врховног канцелара је можда створен као део Руусанске реформације, јер су пре-Руусанске вође Републике обично имале титулу председник сената.

## Списак познатих врховних канцелара
- Калпана (48—40. ПБЈ)
- Финис Валорум (40—32. ПБЈ)
- Палпатин (32—19. ПБЈ)